# 古巴国家艺术学校
23°05′17″N 82°26′53″W / 23.08806°N 82.44806°W
古巴国家艺术学校（Escuelas Nacionales de Arte）是许多历史学家眼中古巴革命期间最杰出的建筑成就之一,已被宣布为“国家纪念碑”。

## 五所学校的设计

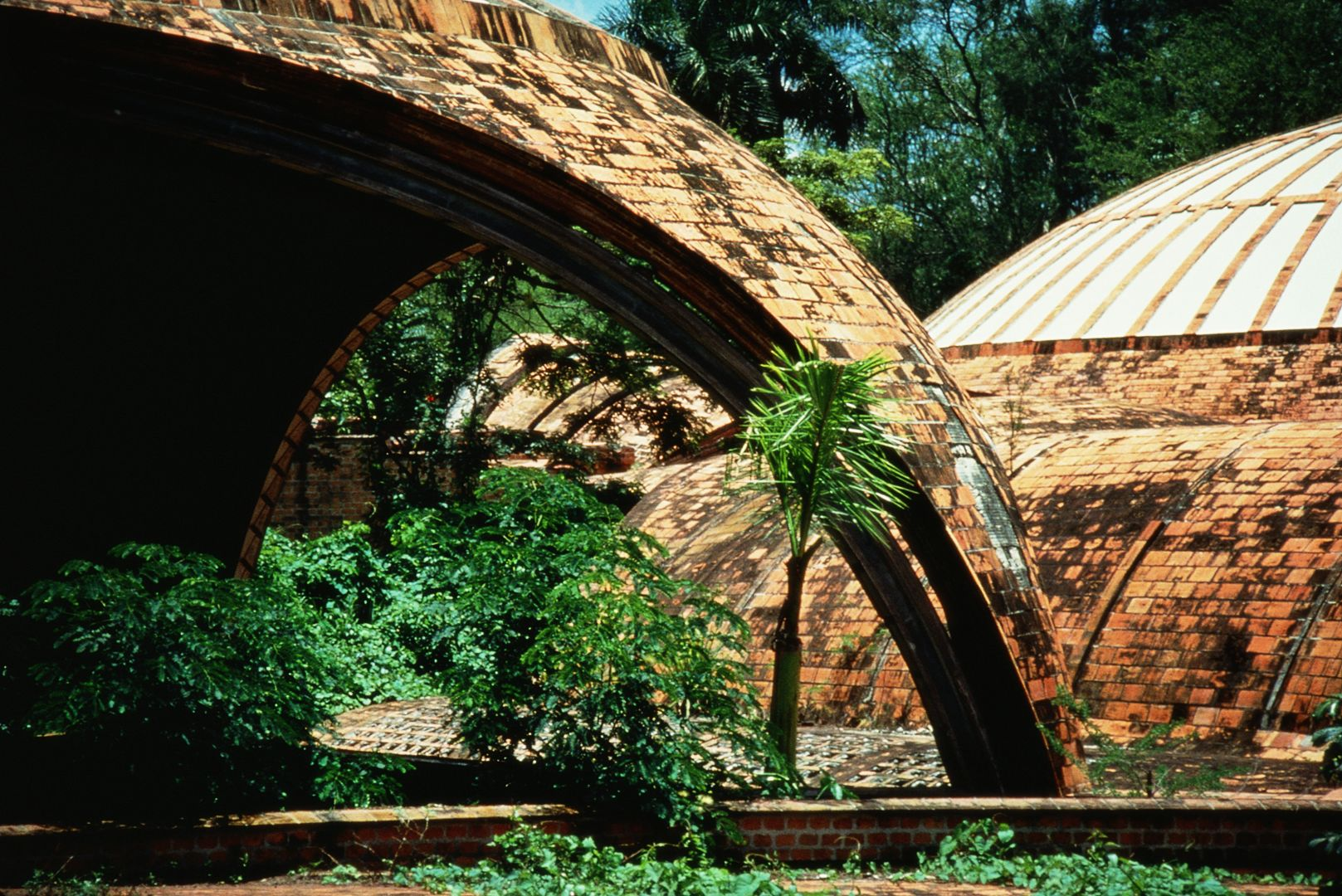
School of Ballet, Vittorio Garatti

由 Ricardo Porro、Roberto Gottardi 和 Vittorio Garatti 创建的国家艺术学校的设计与当时占主导地位的国际风格背道而驰。这三位建筑师将国际风格视为资本主义的建筑，并试图以古巴革命的形象重建新的建筑。这些对现代主义的批评存在于更广泛的批评背景下，被认为是对这一时期创新建筑谱系的显着补充。雨果·海林 （Hugo Häring）、布鲁诺·泽维 （Bruno Zevi）、埃内斯托·内森·罗杰斯 （Ernesto Nathan Rogers） 和阿尔瓦·阿尔托 （Alvar Aalto） 等建筑师，更不用说弗兰克·劳埃德·赖特 （Frank Lloyd Wright），都在主流现代建筑的边缘执业。对于 Porro、Gottardi 和 Garatti 来说，这种对现代主义的国际反应与二战后世界对西班牙裔和拉丁美洲身份的更多地区特定表达混合在一起（长期追随高迪，但分享他的加泰罗尼亚影响）。
建筑师们在前乡村俱乐部的旧址上建立了他们的设计工作室。他们决定艺术学校的设计将有三个指导原则。第一个原则是学校的建筑将与高尔夫球场广泛多样、不寻常的景观相结合。第二和第三原则源自物质需要。美国从1960年开始对古巴实施禁运，这使得螺纹钢和波特兰水泥的进口成本非常高。因此，建筑师决定使用当地生产的砖和赤陶瓦，对于建设系统，他们将使用具有有机形式潜力的加泰罗尼亚拱顶。当菲德尔·卡斯特罗 （Fidel Castro） 查看艺术学校的计划时，他赞扬了他们的设计，称该综合体将成为“全世界最美丽的艺术学院”。[10]学院内有五所艺术学校：现代舞学院、造型艺术学院、戏剧艺术学院、音乐学院和芭蕾舞学院。

#### 现代舞学院 – Ricardo Porro
现代舞学院 Ricardo Porro
Porro 将现代舞学校的计划设想为一块玻璃，被猛烈地砸碎并碎裂成移动的碎片，象征着革命对旧秩序的暴力推翻。这些碎片聚集在一个入口广场周围——“影响”的地点——并发展成一个线性但非直线、不断变化的街道和庭院的城市方案。入口拱门形成一个铰链，图书馆和行政栏台围绕该铰链旋转，远离学校的其他部分。这个零散的广场的南侧由旋转的舞亭定义，围绕着共享的更衣室配对。北边缘面向地形的急剧下降，由两个线性条组成，其中包含形成钝角的教室。在棱角分明的游行队伍的高潮处，离入口最远的地方，广场再次压缩的地方是著名的表演剧院形式。

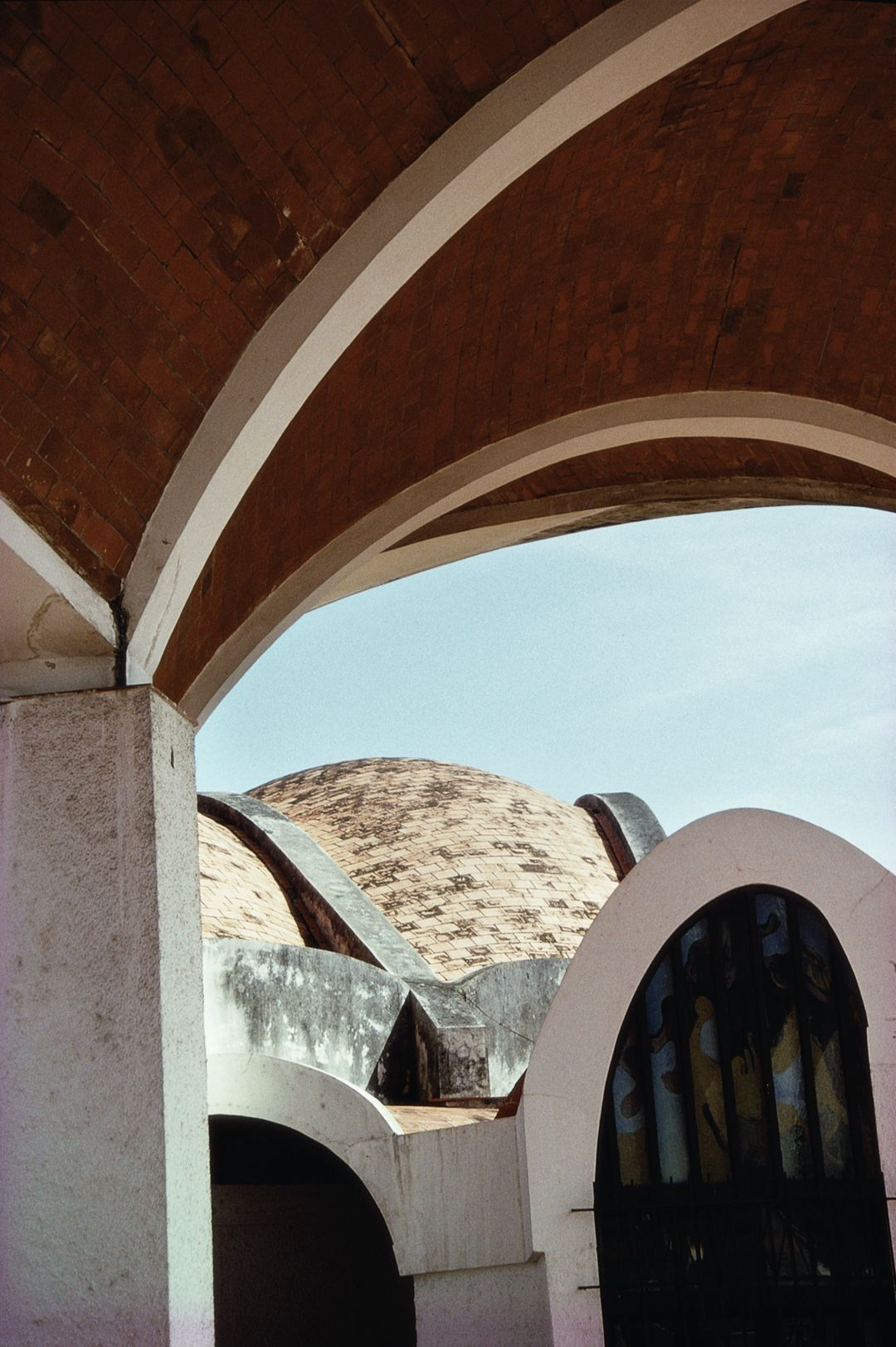
Loomis school modern dance

#### 造型艺术学院 – Ricardo Porro
造型艺术学院 Ricardo Porro

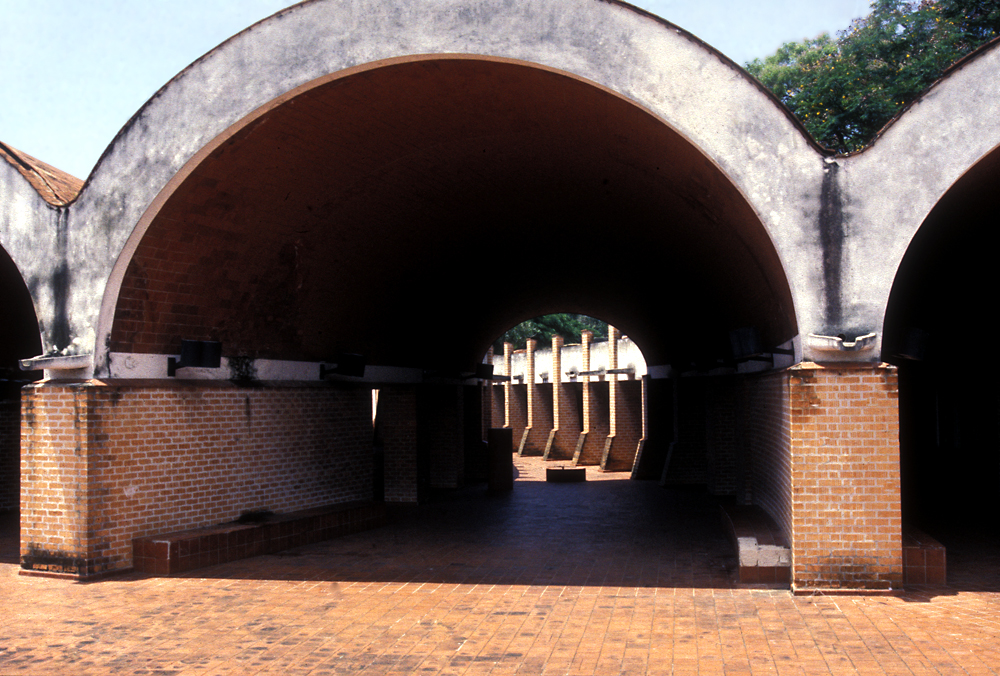
Loomis school plastic arts

这所学校的概念旨在唤起一个典型的非洲村庄，创造一个由街道、建筑和开放空间组成的有机城市综合体。平面呈椭圆形的工作室是该综合体的基本单元。每个剧院都被设想为一个小型竞技场剧院，带有中央天窗，为在现场模特上工作的学生提供服务。工作室沿着两条弧线组织，两条弧线都是弯曲的柱廊小径。演讲室和办公室被安置在一个对比鲜明的块状平面中，该平面部分被柱廊小径包裹并与柱廊路径相融合。性别和种族的观念在造型艺术的曲线形式和空间中融合在一起。最值得注意的是，曲线 paseo archetectonico 的有机空间体验如何令人愉悦地迷失方向，使用户无法完全看到正在进行的魔幻现实主义旅程的范围。

### 戏剧艺术学院 – 罗伯托·戈塔迪
戏剧艺术学院，Roberto Gottardi
戏剧艺术学院在概念上是城市化的，Porro 的两所学校也是如此。Dramatic Arts 围绕中央广场圆形剧场组织成一个非常紧凑的轴向蜂窝平面图。它向内看的性质创造了一个封闭的堡垒般的外观。圆形剧场位于现在的入口处，面向未建成的剧院，是所有附属功能的焦点，这些附属功能都围绕着它进行分组。循环发生在狭窄的剩余空隙中，像街道一样向天空开放，位于砖石单元的正体积之间。或多或少地同心蜿蜒穿过这个复杂的循环，否定了组织计划的轴向性和广义对称性。这在形式和经验之间提出了一个有趣的矛盾。虽然计划相当有序，但穿过建筑群的体验是随机和偶发的。

### 音乐学院 - Vittorio Garatti
音乐学院由一条 330 米长的蛇形丝带建造而成，嵌入并穿过靠近河流的景观轮廓。该方案及其 paseo arquitectonico 从一组弯曲的砖花盆从河中升起。这条路径淹没在地下，因为乐队与另一层连接，该层包含团体练习室和另一条外部通道，从原始乐队向上移动。位移在屋顶上被读取为一系列阶梯式或梯田式的花卉花盆。这条 15 米宽的管道分为两层，被起伏的、分层的加泰罗尼亚拱顶所覆盖，这些拱顶从景观中有机地出现，穿过地平面的轮廓。Garatti 蜿蜒曲折的 paseo arquitectonico 呈现出不断变化的光与影、黑暗的地下和绚丽的热带环境的对比。

### 芭蕾舞学校 – 维托里奥·加拉蒂
芭蕾舞学校 Vittorio Garatti
从高尔夫球场的峡谷顶部，可以俯瞰坐落在下降峡谷中的芭蕾舞学校综合体。学校的平面由一组圆顶体量组成，由沿着蜿蜒路径的加泰罗尼亚拱顶有机分层连接。至少有五种方法可以进入综合体。最引人注目的入口从峡谷的顶部开始，有一条简单的小路被一个缺口一分为二，用于输送雨水。随着人们的前进，赤陶穹顶，表达了主要的功能空间，漂浮在郁郁葱葱的植物上。然后，小径向下下降到蜿蜒的地下通道，该通道连接着教室和淋浴间、三个舞亭、行政亭、图书馆和表演剧院的万神殿般的空间。这条小路还通向它的屋顶，这是 Garatti 的 paseo arquitectonico 不可或缺的一部分。设计的精髓不在于平面图，而在于学校精心设计的体量的空间体验，这些体量随着下降的峡谷而移动。

### 衰落
1962 年的古巴导弹危机引发了一场国际事件，对古巴构成了严重挑战。此外，整个社会主义世界的挫折（1961 年刚果领导人帕特里斯·卢蒙巴被暗杀、1965 年反对阿尔及利亚总统艾哈迈德·本·贝拉的政变、中苏分裂、新发动的越南游击战）标志着一个转折点，并在古巴造成了孤立和四面楚歌的感觉，独自在加勒比地区面对冷战.生产和国防成为国家的主要优先事项，人口被军事化。政府开始认为国立艺术学校是奢侈的，与现实脱节。 艺术学校的建设速度放缓，因为越来越多的劳动力现在被转移到被认为更重要的国家领域。建筑师们也遇到了批评。建设部的许多人不信任加泰罗尼亚的金库作为一个结构系统。许多部委官僚也对 Porro、Gottardi 和 Garrati 工作所处的相对优越的条件感到一定程度的羡慕。
随着古巴的政治环境从乌托邦式的乐观主义演变成一种日益教条主义的结构，遵循苏联提供的模式，国立艺术学校发现自己成为被否定的对象。这些学校因意识形态错误而受到批评。建筑师本身被指责为“精英主义者”和“文化贵族”，拥有“以自我为中心”的资产阶级形态。建设性的系统，即加泰罗尼亚金库，现在被批评为一种代表资本主义过去“落后”价值观的“原始”技术。造型艺术学院的非裔古巴形象被攻击为代表“假设的非洲裔古巴血统”，而这些起源已经“被奴隶制抹去”，因此与一个社会朝着文化统一的社会主义未来迈进无关。

### 苏联风格的功能主义与有机建筑
与此同时，这些意识形态问题也掩盖了一场非常非意识形态的戏剧。国家艺术学校及其建筑师陷入了一场权力斗争，一位名叫安东尼奥·金塔纳 （Antonio Quintana） 的建筑师发挥了重要作用。金塔纳是一位坚定的现代主义者，随着 1960 年代的发展，他接受了功能主义建筑模式，一种倡导大规模预制生产的模式——这正是苏联建筑的基础。这种模式与国家艺术学校（National Art Schools）针对特定地点、以工艺为导向的正式诗歌完全不同。金塔纳相当成功且迅速地在建设部的行列中一路攀升，权力不断增加。他日益增长的权威和对国立艺术学院的直言不讳的批评帮助决定了它们的命运。1965年7月，国立艺术学校宣布完工和未完工的各个阶段完工，建设停止。
1965年10月，雨果·孔苏埃格拉 （Hugo Consuegra） 为国立艺术学校及其建筑师撰写了一篇勇敢的辩护文章，发表在《古巴建筑》杂志上。这篇文章是这一时期调和学校与古巴革命价值观的最后一次尝试。孔苏埃格拉描述了这些学派的形式复杂性、空间模糊性和分离性，而不是与古巴革命相矛盾，而是作为古巴革命的特征和积极价值观。然而，Consuegra 的勇敢辩护被证明是徒劳的，随着学校失去机构的青睐，它们慢慢被抛弃了。现代舞和造型艺术学校继续使用，尽管很少考虑它们的维护，戏剧艺术、音乐和芭蕾舞学校被允许陷入各种被遗弃和衰败的状态。芭蕾舞学校坐落在阴凉的峡谷中，完全被热带丛林的杂草所吞没。里卡多·波罗 （Ricardo Porro） 和后来的维托里奥·加拉蒂 （Vittorio Garatti） 被迫离开该国。

## 扩展阅读
- Allen, Esther, “Alma Guillermoprieto," Esther Allen, BOMB, Art and Culture, #87, New York (Spring 2004): 76 & 79.
- Anderson, Frances, “Hope May Be at Hand For Cuba’s Modern Treasures,” The New York Times (Dec. 9, 1999):  3.
- Barclay, Juliet, “Cuban heroism,” Juliet Barclay, The Architectural Review, London (April 1999): 89.
- Baroni, Sergio. "Report from Havana," Zodiac 8, International Review of Architecture, Renato Minetto, ed.  (1993):  160-183.
- Bayón, Damián, and Paolo Gasparini.  The Changing Shape of Latin American Architecture - Conversations with Ten Leading Architects. trans. Galen D. Greaser, 2nd ed., Chichester:  John Wiley & Sons, 1979.
- Boyer, Charles-Arthur, "Ricardo Porro," Dictionnaire de l'Architecture Moderne et Contemporaine.  Jean-Paul *Midant, ed., Paris:  Éditions Hazan / Institut Français d'Architecture, 1996:  718.
- Brandolini, Sebastiano, “La scuola é finita,” Sebastiano Brandolini, la Reppublica delle Donne, supplemento de la Repubblica (Dec. 7, 1999): 99-102.
- Bullrich, Francisco. New Directions in Latin American Architecture.  New Directions in Architecture, New York:  George Braziller,  1969.
- Carley, Rachel.  Cuba, 400 Years of Architectural Heritage.  New York:  Whitney Library of Design, 1997.
- Cembalest, Robin, “Havana’s Hidden Monuments,” Robin Cembalest, Art News (June 1999): 102-105.
- Coyula Cowley, Mario.  "Cuban Architecture its History and its Possibilities," Cuba Revolution and Culture, no. 2  (1965):  12-25.

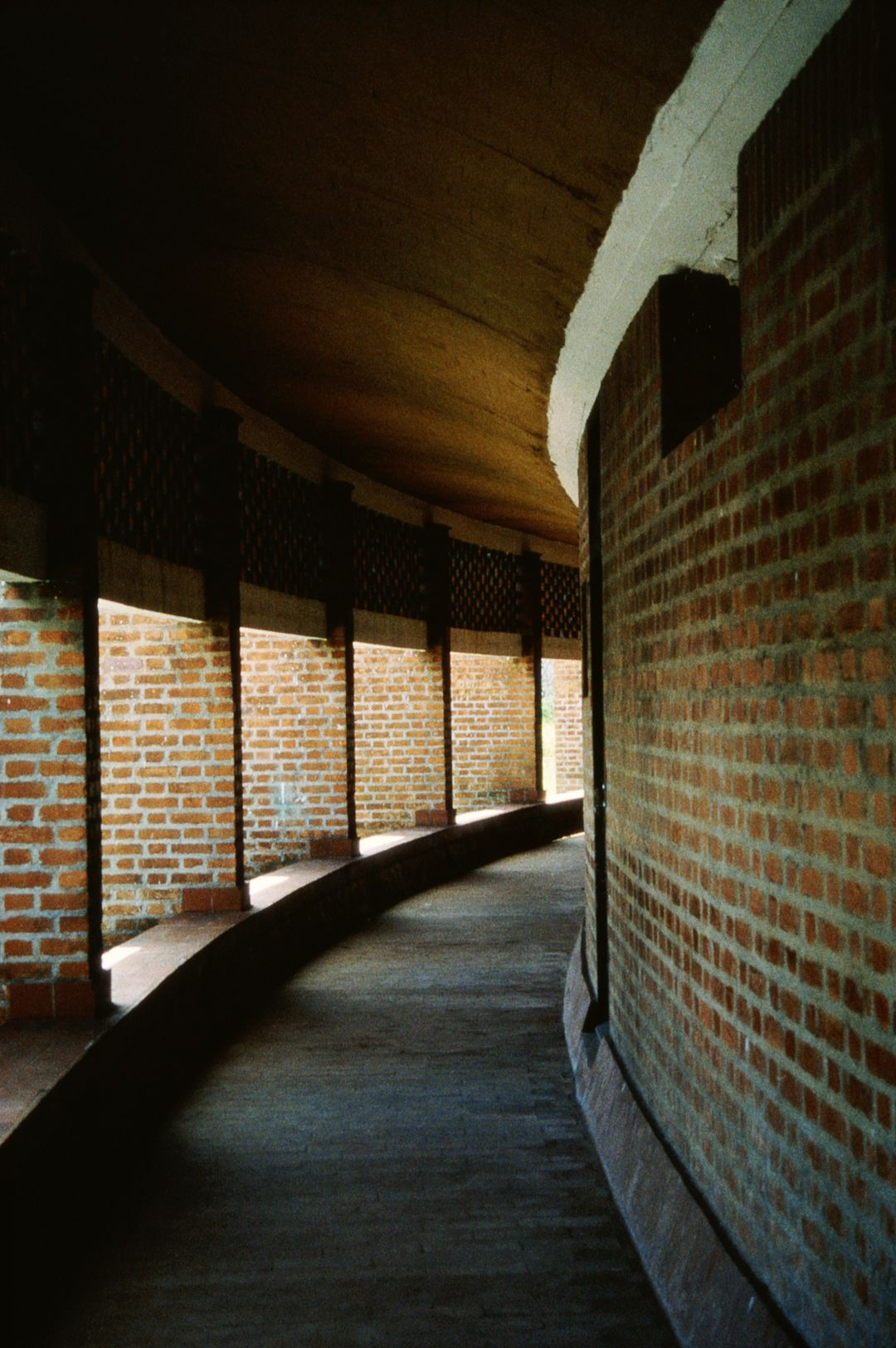
音乐学校

- Consuegra, Hugo. "Las Escuelas Nacionales de Arte,"  Arquitectura/Cuba, no. 334, 1965:  14-21.
- Elapso Tempore, Ediciones Universal, Miami (2001):  103, 247,335-6, 341-3, 346-7, 387, 351.
- Eaton, Tracey, “Monument to revolution revisited,” The Dallas Morning News, Dallas (Aug. 22, 2001).
- Ehrenreich, Ben, “Havana and its doubles”, frieze: Contemporary Art and Culture, vol 116, London (2008 Summer): 218-23.
- Freeman, Belmont, “Cuba Turns a Corner and Preserves its Modern Past,” Belmont Freeman, DOCOMOMO National News, New York (Spring 2003): 7.
- Garatti, Vittorio.  “Ricordi di Cubanacán,” Modo  6.  (April 1982):  47-48.
- Goldberger, Paul.  "Annals of Preservation, Bringing Back Havana," The New Yorker, (January 26, 1998):  50-61.
- Hankin, Hazel. Hazel Hankin Fotografias - Abril 1995.  with essays by Eliana Cardenas and Jesús Vega, Havana:  Colegio de Arquitectos UNAICC, 1995.
- Hernández-Navarro, Hansel, “Escuelas de Arte, La Habana,” Cuba 1961-1965, Web Architecture Magazine (WAM), www.iaz.com (2002).
- Jiménez García, Ernesto. La Escuela Nacional de Artes (Información General), Havana:  CENCREM, 1997.
- Kelly, Therese, “Choreographing Utopia,” Therese Kelly, Praxis, issue 0, vol. 1 (Fall 1999):  104-111.
- Liernur, Jorge Francisco.  "Un nuevo mundo para el espiritu nuevo:  los descubrimientos de América Latina por la cultura arquitectonica del siglo XX,"  Zodiac 8, International Review of Architecture, Renato Minetto, ed.  (1993):  85-121.
- Loomis, John A., "Revolution of Forms - Cuba's Forgotten Art Schools", Princeton Architectural Press, New York, 1999 & 2011.
  - "Revolutionary Design," Loeb Fellowship Forum, vol. 2 no. 1, (summer 1995):  4-5.
  - "Architecture or Revolution? - The Cuban Experiment," Design Book Review, John Loomis, ed., MIT Press Journals, Cambridge, MA, (summer 1994):  71-80.
  - "Castro's Dream, the Rediscovery of Cuba's National Art Schools," ICON World Monuments Fund, (Winter 2002/2003), New York: 26-31.
  - “Ricardo Porro:  Hotel Complex in San Sebastián,” AULA, no. 1, AULA, Inc., Berkeley, (1999 Spring):  104-6.
  - "Revolutionary Design," Loeb Fellowship Forum, vol. 2 no. 1, Harvard University Graduate School of Design, Cambridge, MA, (1995 Summer): 4-5.
- López Rangel, Rafael. Arquitectura y Subdesarrollo en America Latina.  Puebla:  Universidad Autónoma de Puebla, 1975.
- Louie, Elaine, "Cuba, Sí," The New York Times (Apr. 23, 1998).
- Martin Zequeira, Maria Elena.  "Arquitectura:  hallar el marco poético," interview with Ricardo Porro, Revolución y Cultura, no. 5 (1996): 44-51.
- Nakamura, Toshio.  “Ricardo Porro,”  A+U  282,  (March 1994):  4-93.
- Noever, Peter, ed.  The Havana Project - Architecture Again. Munich:  Prestel Verlag,  1996.
- Oliver, Marisa, “Architecture and Revolution in Cuba, 1959-1969”, Future Anterior, vol. 2, no. 1, New York (2005): 76.
- Ouroussoff, Nicolai, “Revolutionary Vision Abandoned,” Nicolai Ouroussoff, The New York Times (March 20, 1999).
- Porro, Ricardo.   "El sentido de la tradición," Nuestro Tiempo,  no. 16, año IV  (1957).
  - “Écoles d'Art à la Havane,” L'Architecture d'Aujourd'hui,  no. 119, (March 1965):  52-56.
  - “Cinq Aspects du Contenu en Architecture,” PSICON - Rivista Internazionale de Architettura,  no. 2/3  (January/June 1975):  153-69.
  - "Une architecture romantique," La Havane 1952-1961, Série Mémoires, no. 31, Éditions Autrement, (May 1994):  39-41.
- Portoghesi, Paolo.  Postmodern.  New York:  Rizzoli International,  1983.
- Rodríguez, Eduardo Luis. "La década incógnita, Los cincuenta," Arquitectura Cuba, no. 347 (1997):  36-43.
- La Habana - Arquitectura del Siglo XX.  Leopoldo Blume, ed., with introduction by Andreas Duany, Barcelona:  Editorial Blume, 1998.
- Ross, Kerrie, 	“Cuba’s Forgotten Art Schools,”interview with John Loomis, Kerrie Ross, Australian Broadcasting Corp (April 27, 1999).
- Rowntree, Diana. “The New Architecture of Castro's Cuba,” Architectural Forum, (April 4, 1964):  122-125.
- Seguí Diviñó, Gilberto, "En defensa de la arquitectura," El Caiman Barbudo, vol. 22, no. 254, (January 1989):  12-13, 18.
  - "Les odeurs de la rue," La Havane 1952-1961, Série Mémoires, no. 31, Éditions Autrement, (May 1994):  27-38.
- Segre, Roberto, La Arquitectura de la Revolución Cubana.  Montevideo:  Facultad de Arquitectura Universidad de la Republica, 1968.
  - "Continuitá e rinnovamento nell'architettura cubana del XX secolo," Casabella, no. 446, (February 1981):  10-19
  - Lectura Critica del Entorno Cubano.  Havana:  Editorial Letras Cubanas,  1990.
  - America Latina Fim de Milénio,  São Paulo:  Studio Nobel, 1991.
  - "Tres decadas de arquitectura cubana:  La herencia histórica y el mito de lo nuevo," Arquitectura Antillana del siglo XX,  Universidad Autónoma Metropolitana-Unidad Xochimilco, (Mexico City, 1993)
  - "La Habana siglo XX:  espacio dilatado y tiempo contraído," Ciudad y Territorio, Estudios Territoriales, XXVIII (110), 1996.
  - “Encrucijadas de la arquitectura en Cuba:  Realismo Mágico, realismo socialista y realismo crítico,” Archivos de Arquitectura Antillana, año 4, #9 (Sept. 1999):  57-9.
- Segre, Roberto & López Rangel, Rafael, Architettura e territorio nell'America Latina.  Saggi & Documenti.   *Savino D'Amico, trans.  Milan: Electa Editrice, 1982.
- Torre, Susana. "Architecture and Revolution:  Cuba, 1959 to 1974," Progressive Architecture, (October 1974):  84-91.
- National Schools of Art, Cubanacán - UNESCO World Heritage Centre（页面存档备份，存于） Accessed 2009-02-24.